# Higrobionty

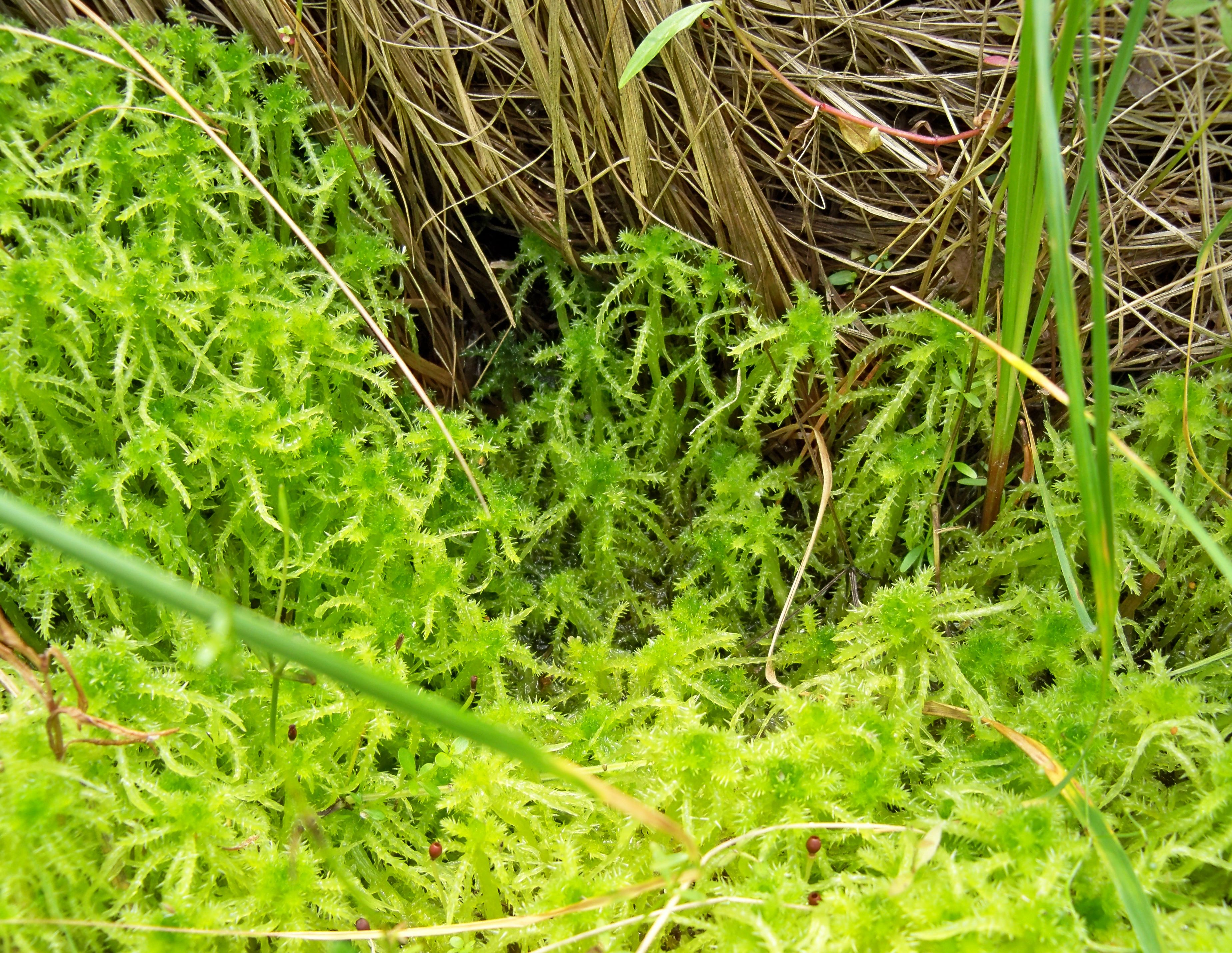
Mech torfowiec - roślinny higrobiont

Higrobionty – organizmy wilgociolubne, czyli rośliny i zwierzęta, których właściwym środowiskiem życia jest siedlisko trwale obfitujące w wilgoć, spotykane zwłaszcza na pograniczu wszelkich biotopów wodnych.